# European Society of Hypertension
De European Society of Hypertension (ESH), opgericht in 1989, is een wetenschappelijke organisatie voor beroepsbeoefenaars binnen de gezondheidszorg die zich richten op hoge bloeddruk en aanverwante ziektebeelden. De ESH is ontstaan als Europese afsplitsing van de International Society of Hypertension, (ISH).

## Geschiedenis
Tussen 1978 en 1982 werden door de ISH jaarlijkse bijeenkomsten georganiseerd. Na de bijeenkomst in Mexico City (1982) werd besloten terug te gaan naar een frequentie van om het jaar, maar werd aangespoord om in Europa complementaire bijeenkomsten te houden in de jaren dat de ISH die niet organiseerde. De eerste drie bijeenkomsten werden in Milaan georganiseerd door de European Program Commity, met Alberto Zanchetti als voorzitter. Onder andere vanwege het succes van deze bijeenkomsten werd in 1989 de ESH door de ISH erkend als afzonderlijke organisatie. Zo werd het eerste Scientific Council van de ESH opgericht onder het voorzitterschap van Willem Birkenhäger, een eerdere vicevoorzitter van de ISH. De eerste bijeenkomsten waren om het jaar in Milaan, maar vanwege de groeiende interesse werd in 1999 besloten in de andere jaren eveneens een bijeenkomst te houden in een wisselende Europese stad.

## Officiële wetenschappelijke bladen van de ESH
- Journal of Hypertension - Het officiële blad van de ISH en ESH gezamenlijk.
- Blood Pressure - Speciaal gericht op de laatste ontwikkelingen binnen het hypertensie-onderzoek.

## Richtlijnen voor hypertensiemanagement
Aanvankelijk werden de richtlijnen van de wereldgezondheidsorganisatie (WHO) en de ISH op het gebied van de behandeling van hypertensie ondersteund met enkele aanpassingen die specifiek de situatie binnen Europa weerspiegelen. In 2003 werd door de ESH en de European Society of Cardiology (ESC) besloten gemeenschappelijke te werken aan aparte Europese richtlijnen. Als reden wordt opgegeven dat de WHO/ISH richtlijnen toegespitst zijn op landen met een grote spreiding in gezondheidszorg en beschikbare economische voorzieningen. De diagnostische en therapeutische adviezen kunnen daarom niet geheel van toepassing zijn voor Europese landen. In Europa is het vaak mogelijk meer diepgaande diagnostiek toe te passen en is er een ruimere keuze aan anti-hypertensieve medicatie. Sindsdien zijn er drie richtlijnen uitgekomen en een aanpassing.
- 2003[3]
- 2007[4]
- 2009 (aanpassing van 2007)[5]
- 2013[6]

## Werkgroepen
Diverse werkgroepen werden door de ESH in het leven geroepen om wetenschappelijk onderzoek op te zetten en te promoten op specifieke gebieden binnen de hypertensie.
- WG on Blood Pressure in Children and Adolescents

- WG on Blood Pressure Monitoring and Cardiovascular Variability

- WG on Endocrine Hypertension

- WG on Endothelin and Endothelial Factors

- WG on Hypertension and the Brain

- WG on Hypertension and Cardiovascular Risk Assessment in Subjects Living in or Emigrating from Low Resource Settings

- WG on Hypertension and the Heart (ESC)

- WG on Hypertension and the Kidney

- WG on Hypertension and Sexual Dysfunction

- WG on Hypertension, Thrombosis and Arrhythmias

- WG on Interventional Treatment of Hypertension

- WG on Obesity, Diabetes and the High Risk Patient

- WG on Vascular Structure and Function